# Out of Fade
Out of Fade – crossoverowy album polskiego projektu Steve Nash & Turntable Orchestra, nowatorsko łączącego orkiestrę, fortepian i turntablizm. Został wydany 28 kwietnia 2017 przez Polskie Radio (nr kat. PRCD 2143). Promowały go single "Źródło" i "Epicentrum". Na płycie gościnnie wystąpili: O.S.T.R., Bisz i Joe Kickass. Wydanie albumu zostało nagrodzone Nagrodą Muzyczną Programu Trzeciego – „Mateusz” 2017 w kategorii muzyki rozrywkowej - "Debiut".

## Steve Nash & Turntable Orchestra
Grupę tworzy siedmiu polskich didżejów, a wśród nich:
- Steve Nash - fortepian, pady perkusyjne, syntezatory i kontrolery MIDI
- Dj Vazee - gramofon
- Dj Funktion - gramofon
- Dj Chmielix - gramofon
- Dj PacOne - gramofon
- Pan Jaras - gramofon

z towarzyszeniem Orkiestry Kameralnej Cosmopolis pod batutą Łukasza Meygera.

## Lista utworów
| Out of Fade – 2017 | Out of Fade – 2017                        | Out of Fade – 2017 |
| Nr                 | Tytuł utworu                              | Długość            |
| ------------------ | ----------------------------------------- | ------------------ |
| 1.                 | „Mazurek”                                 | 5:45               |
| 2.                 | „America” (feat. Joe Kickass / Moo Latte) | 4:36               |
| 3.                 | „Epic”                                    | 4:53               |
| 4.                 | „Karimuticz”                              | 5:13               |
| 5.                 | „Źródło” (feat. Bisz)                     | 4:52               |
| 6.                 | „Celebration”                             | 2:21               |
| 7.                 | „Fuga”                                    | 5:00               |
| 8.                 | „Summertime”                              | 3:56               |
| 9.                 | „Epicentrum” (feat. O.S.T.R.)             | 5:12               |
|                    |                                           | 41:48              |